# Gemidão do Zap
O gemidão do Zap, também conhecido como gemidão do WhatsApp ou apenas por gemidão, é uma pegadinha que se popularizou nos ambientes virtuais do Brasil a partir da segunda metade da década de 2010. O fenômeno envolvia a produção de vídeos e áudios transmitidos por redes sociais como WhatsApp, Facebook e Twitter que tinham, em algum trecho, a voz de uma mulher tendo um orgasmo. O efeito cômico da surpresa residia na desigualdade de volume dado ao gemido, o que causava o constrangimento de pessoas que assistiam ou ouviam o conteúdo sem fones de ouvido em locais públicos e privados.
O fenômeno envolveu diferentes classes sociais, sendo frequente entre figuras públicas do meio político e das mídias de comunicação, alvo de piadas e também de críticas. Mais tarde, descobriu-se que o gemidão do Zap era extraído de um filme pornográfico estadunidense estrelado pela atriz Alexis Texas.

## História

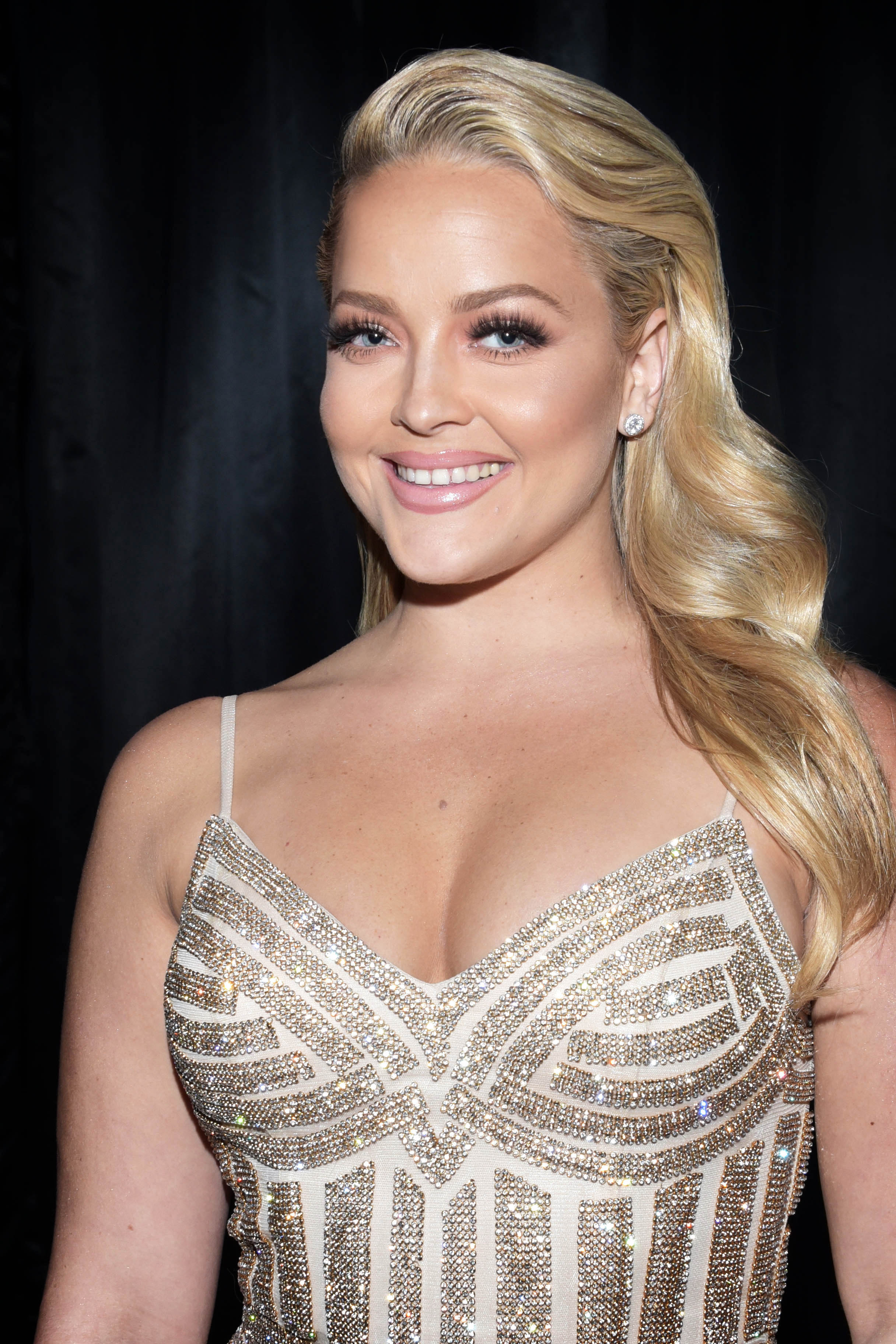
Alexis Texas, atriz caracterizada no "gemidão", em 2017

Os primeiros casos de disseminação do gemidão ocorreram em meados de 2016 e 2017, como forma de uma pegadinha em redes sociais, sobretudo o WhatsApp. Inicialmente, o fenômeno foi descrito em torno de situações ultrajantes envolvendo figuras públicas. Em 2016, enquanto o senador Cássio Cunha Lima promovia um discurso durante a votação do impeachment de Dilma Rousseff, um aparelho reproduziu o áudio.
O fenômeno envolvia a produção de vídeos e áudios transmitidos pela rede social WhatsApp, bem como outras redes, como Facebook e Twitter. Os áudios tinham, em algum trecho, a voz de uma mulher tendo um orgasmo. A surpresa se concentrava na diferença de volume dado ao gemido, o que causava o desconforto de pessoas que assistiam ou ouviam o conteúdo sem fones de ouvido em locais públicos, como dentro de ônibus coletivos.
Em 2017, de acordo com o site E-farsas, o trecho do orgasmo foi extraído do filme Alexis Texas Boxing POV, aos 18 minutos e 27 segundos.

## Impacto
Várias figuras públicas "caíram" no gemidão do Zap, entre eles o técnico de futebol Tite, a apresentadora Maísa Silva e o ex-jogador Vampeta. Além disso, várias sessões legislativas pelo Brasil foram atrapalhadas por conta de envio de conteúdos com o gemidão aos parlamentares, e chegou até a ser difundido dentro da marcha nupcial, em casamentos.
O gemidão do Zap recebeu diferentes avaliações no Brasil, sendo utilizado, também, em críticas políticas. Por outro lado, o conteúdo também foi alvo de comentários negativos, por estar diretamente relacionado a casos de demissão em ambientes de trabalho e processos judiciais por constrangimento. Apesar das críticas, o gemidão também foi incorporado em campanhas de publicidade, filmes como Como se Tornar o Pior Aluno da Escola (2017) e roteiros de humor do Porta dos Fundos, tatuagens e programas de rádio, o que o levou a ser considerado, também, uma espécie de meme.
Em 2018, o gemidão do Zap chegou a ser indicado na categoria "Meme do Ano", do prêmio MTV Millennial Awards Brasil (MIAW).
O conteúdo também chegou a aparecer em outros países. No Reino Unido, a comentarista de política Emma Vardy foi atrapalhada por brasileiros que reproduziam o gemidão pelo celular, durante o programa BBC Breakfast.